# Karate-Europameisterschaften 2004
Die 39. Karate-Europameisterschaften der European Karate Federation wurden vom 7. bis 9. Mai 2004 in Moskau, Russland ausgetragen. Insgesamt starteten 440 Teilnehmer aus 38 Nationen.

## Medaillen Herren

### Einzel
| Kategorie     | Gold               | Silber                | Bronze                                     |
| ------------- | ------------------ | --------------------- | ------------------------------------------ |
| Kata          | Luca Valdesi       | Damián Quintero       | Vu Duc Minh Dack Kristian Novak            |
| Kumite –60 kg | Davíd Luque        | Artur Aslanyan        | Borislav Ivanov Paul Newby                 |
| Kumite –65 kg | Rafael Aghayev     | Alexandre Biamonti    | Dario Svetić Ciro Massa                    |
| Kumite –70 kg | Óscar Vázquez      | Giuseppe Di Domenico  | Konstantinos Pappas Diego Vandeschrick     |
| Kumite –75 kg | Olivier Beaudry    | Salvatore Loria       | Iván Leal Yavuz Karamollaoğlu              |
| Kumite –80 kg | Daniël Sabanovic   | Islamutdin Eldaruchev | Lukas Grezella Admir Ćupina                |
| Kumite +80 kg | Franc Chantalou    | David Benetello       | Spyridon Margaritopoulos Alexander Gerunov |
| Kumite Open   | Stefano Maniscalco | Okay Arpa             | Guillaume Cossou Klaudio Farmadín          |

### Mannschaft
| Kategorie | Gold                                                 | Silber | Bronze |
| --------- | ---------------------------------------------------- | --- | --- |
| Kata      | Italien Vincenzo Figuccio Lucio Maurino Luca Valdesi | Spanien Francisco Hernández Víctor López Fernando San José                                                         | Deutschland Timo Gißler Michael Haas Nico Sandhaas Kroatien                                                                   |
| Kumite    | Russland                                             | Spanien Ricardo Barbero Iván Leal Francisco Martínez Óscar Martínez Cristian Rodríguez David Santana Óscar Vázquez | Bosnien und Herzegowina Türkei Haldun Alagaş Okay Arpa Yusuf Başer Müslüm Baştürk Zeynel Çelik Zeki Demir Yavuz Karamollaoğlu |

## Medaillen Damen

### Einzel
| Kategorie     | Gold              | Silber           | Bronze                        |
| ------------- | ----------------- | ---------------- | ----------------------------- |
| Kata          | Myriam Szkudlarek | Miriam Cogolludo | Marina Kiš Petra Nová         |
| Kumite –53 kg | Kora Knühmann     | Elena Ponomareva | Beatrix Tóth Evdoxia Kosmidou |
| Kumite –60 kg | Alexandra Kurtz   | Snežana Perić    | Maria Sobol Noelia Fernández  |
| Kumite +60 kg | Laurence Fischer  | Meral Ölmez      | Cristina Feo Branka Kavurin   |
| Kumite Open   | Yildiz Aras       | Gloria Casanova  | Nadine Ziemer Snežana Perić   |

### Mannschaft
| Kategorie | Gold                                                            | Silber                                                                 | Bronze                                                                             |
| --------- | --------------------------------------------------------------- | ---------------------------------------------------------------------- | ---------------------------------------------------------------------------------- |
| Kata      | Frankreich Jessica Buil Sabrina Buil Laëtitia Guesnel           | Spanien Miriam Cogolludo Ruth Jiménez Almudena Muñoz                   | Kroatien Italien Daniela Berettoni Giada Salvatori Anna Maria Zaccaro              |
| Kumite    | Türkei Yıldız Aras Gülderen Çelik Meral Ölmez Gülcihan Ustaoğlu | Italien Raffaella Carlini Selene Guglielmi Roberta Minet Greta Vitelli | Deutschland Yasmina Benadda Kora Knühmann Alexandra Kurtz Nadine Ziemer Frankreich |

## Medaillenspiegel
Ausrichter 
| Platz | Land                    | Gold | Silber | Bronze | Gesamt |
| ----- | ----------------------- | ---- | ------ | ------ | ------ |
| 1     | Frankreich              | 5    | 1      | 3      | 9      |
| 2     | Italien                 | 3    | 4      | 2      | 9      |
| 3     | Spanien                 | 2    | 6      | 3      | 11     |
| 4     | Türkei                  | 2    | 2      | 2      | 6      |
| 5     | Deutschland             | 2    | 0      | 4      | 6      |
| 6     | Russland                | 1    | 3      | 2      | 6      |
| 7     | Aserbaidschan           | 1    | 0      | 1      | 2      |
|       | Niederlande             | 1    | 0      | 1      | 2      |
| 9     | Serbien und Montenegro  | 1    | 0      | 2      | 3      |
| 10    | Kroatien                | 0    | 0      | 4      | 4      |
| 11    | Griechenland            | 0    | 0      | 3      | 3      |
| 12    | Bosnien und Herzegowina | 0    | 0      | 2      | 2      |
| 13    | Belgien                 | 0    | 0      | 1      | 1      |
|       | Bulgarien               | 0    | 0      | 1      | 1      |
|       | England                 | 0    | 0      | 1      | 1      |
|       | Tschechien              | 0    | 0      | 1      | 1      |
|       | Slowakei                | 0    | 0      | 1      | 1      |
|       | Ungarn                  | 0    | 0      | 1      | 1      |
| Total | Total                   | 17   | 17     | 34     | 68     |